# Comuna Vîrișalne, Lohvîțea
Vîrișalne (în ucraineană Вирішальне) este o comună în raionul Lohvîțea, regiunea Poltava, Ucraina, formată din satele Beștî, Ceasnîkivka, Hirkî, Mîkolaiivka, Șkadretî, Slozîha, Vîrișalne (reședința) și Vîsoke.

## Demografie
Componența lingvistică a comunei Vîrișalne
     Ucraineană (96,38%)
     Rusă (3,26%)
     Alte limbi (0,24%)
Conform recensământului din 2001, majoritatea populației comunei Vîrișalne era vorbitoare de ucraineană (96,38%), existând în minoritate și vorbitori de rusă (3,26%).